# Hey Ho! Let's Go: The Anthology
Hey! Ho! Let's Go: The Anthology es un álbum doble que en su totalidad trata de resumir la carrera de The Ramones. Este cuenta con algunas versiones no publicadas en álbumes de estudios como "Rock 'n' Roll High School" y "I Want You Around" las cuales son mezclas de Ed Stasium y que pertenecen a la película Rock 'n' Roll High School. Algunas versiones del álbum incluyen un librito de 80 páginas con notas de David Fricke y Danny Fields. Cada disco de estudio de Ramones está representado en las partes internas de la placa, a excepción del álbum de versiones Acid Eaters de 1994.
El álbum fue certificado platino en Argentina a partir del 24 de mayo de 2001, vendió más de 40 000 copias. También fue certificado álbum de plata en el Reino Unido (con más de 60.000 copias vendidas) a partir del 24 de diciembre de 2004. En Australia fue disco de oro en 2006 con más de 35.000 copias.
Una pegatina que venía en el empaque original advertía con humor la siguiente suma: "2 minutes + 3 chords x 58 tracks" (es: 2 minutos + 3 acordes x 58 canciones).

## Lista de canciones

### CD uno
Todas las canciones escritas y compuestas por Ramones; except where indicated. Actual writers of all songs credited to the Ramones listed below in small font. 
| N.º | Título                                                                                       | Escritor(es)                                                   | Duración |  |
| 1.  | «Blitzkrieg Bop»                                                                             | Tommy Ramone / Dee Dee Ramone                                  | 2:14     |  |
| 2.  | «Beat on the Brat»                                                                           | Joey Ramone                                                    | 2:32     |  |
| 3.  | «Judy Is a Punk»                                                                             | Joey R.                                                        | 1:32     |  |
| 4.  | «I Wanna Be Your Boyfriend»                                                                  | Tommy R.                                                       | 2:27     |  |
| 5.  | «53rd & 3rd»                                                                                 | Dee Dee R.                                                     | 2:20     |  |
| 6.  | «Now I Wanna Sniffin' Glue»                                                                  | Dee Dee R.                                                     | 1:37     |  |
| 7.  | «Glad to See You Go»                                                                         | Lyrics: Dee Dee R. / Music: Joey R.                            | 2:13     |  |
| 8.  | «Gimme Gimme Shock Treatment»                                                                |                                                                | 1:44     |  |
| 9.  | «I Remember You»                                                                             |                                                                | 2:20     |  |
| 10. | «California Sun»                                                                             | Henry Glover / Morris Levy                                     | 2:03     |  |
| 11. | «Commando»                                                                                   |                                                                | 1:54     |  |
| 12. | «Swallow My Pride» (Versión del sencillo de Sire)                                            | Joey R.                                                        | 2:07     |  |
| 13. | «Carbona Not Glue» (Anteriormente sólo disponible en la primera edición en LP de Leave Home) |                                                                | 1:53     |  |
| 14. | «Pinhead»                                                                                    | Dee Dee R.                                                     | 2:44     |  |
| 15. | «Sheena Is a Punk Rocker» (Versión del sencillo de ABC)                                      | Joey R.                                                        | 2:49     |  |
| 16. | «Cretin Hop»                                                                                 |                                                                | 1:58     |  |
| 17. | «Rockaway Beach»                                                                             | Dee Dee R.                                                     | 2:08     |  |
| 18. | «Here Today, Gone Tomorrow»                                                                  | Joey R.                                                        | 2:50     |  |
| 19. | «Teenage Lobotomy»                                                                           |                                                                | 2:03     |  |
| 20. | «Surfin' Bird»                                                                               | Carl White / Alfred Frazier / John Harris / Turner Wilson, Jr. | 2:37     |  |
| 21. | «I Don't Care» (Versión del sencillo de Sire)                                                | Joey R.                                                        | 1:40     |  |
| 22. | «I Just Want to Have Something to Do»                                                        | Joey R.                                                        | 2:43     |  |
| 23. | «I Wanna Be Sedated»                                                                         | Joey R.                                                        | 2:31     |  |
| 24. | «Don't Come Close»                                                                           |                                                                | 2:46     |  |
| 25. | «She's the One»                                                                              |                                                                | 2:15     |  |
| 26. | «Needles and Pins» (Versión del sencillo de remezclado Sire)                                 | Sonny Bono / Jack Nitzsche                                     | 2:23     |  |
| 27. | «Rock 'n' Roll High School» (Mezcla de Ed Stasium)                                           | Joey R.                                                        | 2:21     |  |
| 28. | «I Want You Around» (Mezcla de Ed Stasium)                                                   | Dee Dee R. / Joey R. / Johnny Ramone                           | 3:02     |  |
| 29. | «Do You Remember Rock 'n' Roll Radio?»                                                       | Joey R.                                                        | 3:52     |  |
| 30. | «I Can't Make It on Time»                                                                    |                                                                | 2:33     |  |
| 31. | «Chinese Rock»                                                                               | Dee Dee R. / Richard Hell                                      | 2:30     |  |
| 32. | «I'm Affected»                                                                               | Joey R.                                                        | 2:54     |  |
| 33. | «Danny Says»                                                                                 | Joey R.                                                        | 3:06     |  |

### CD dos
| N.º | Título | Escritor(es)                                 | Duración |  |
| 1.  | «The KKK Took My Baby Away»                                                                                          | Joey Ramone                                  | 2:31     |  |
| 2.  | «She's a Sensation»                                                                                                  | Joey R.                                      | 3:26     |  |
| 3.  | «It's Not My Place (In the 9 to 5 World)»                                                                            | Joey R.                                      | 3:23     |  |
| 4.  | «We Want the Airwaves»                                                                                               | Joey R.                                      | 3:22     |  |
| 5.  | «Psycho Therapy» | Johnny Ramone / Dee Dee Ramone               | 2:39     |  |
| 6.  | «Howling at the Moon (Sha–La–La)»                                                                                    | Dee Dee R.                                   | 4:06     |  |
| 7.  | «Mama's Boy» | Johnny R. / Dee Dee R. / Tommy Ramone        | 2:12     |  |
| 8.  | «Daytime Dilemma (Dangers of Love)»                                                                                  | Joey R. / Daniel Rey                         | 4:33     |  |
| 9.  | «I'm Not Afraid of Life»                                                                                             | Dee Dee R.                                   | 3:13     |  |
| 10. | «Too Tough to Die»                                                                                                   | Dee Dee R.                                   | 2:38     |  |
| 11. | «Endless Vacation»                                                                                                   | Dee Dee R. / Johnny R.                       | 1:50     |  |
| 12. | «My Brain Is Hanging Upside Down (Bonzo Goes to Bitburg)» (Versión del sencillo de 12" para el Reino Unido)          | Dee Dee R. / Joey R. / Jean Beauvoir         | 3:57     |  |
| 13. | «Somebody Put Something in My Drink»                                                                                 | Richie Ramone                                | 3:23     |  |
| 14. | «Something to Believe In» (Versión del sencillo de Sire)                                                             | Dee Dee R. / J. Beauvoir                     | 4:09     |  |
| 15. | «I Don't Want to Live This Life (Anymore)» (Originalmente editado como B–side en el sencillo de 12" "Crummy Stuff".) | Dee Dee R.                                   | 3:29     |  |
| 16. | «I Wanna Live» | Dee Dee R. / D. Rey                          | 2:39     |  |
| 17. | «Garden of Serenity»                                                                                                 | Dee Dee R. / D. Rey                          | 2:28     |  |
| 18. | «Merry Christmas (I Don't Want to Fight Tonight)» (Versión del sencillo de Sire)                                     | Joey R.                                      | 2:05     |  |
| 19. | «Pet Sematary» (Versión del sencillo de Sire)                                                                        | Dee Dee R. / D. Rey                          | 3:34     |  |
| 20. | «I Believe in Miracles»                                                                                              | Dee Dee R. / D. Rey                          | 3:21     |  |
| 21. | «Tomorrow She Goes Away»                                                                                             | Joey R. / D. Rey                             | 2:41     |  |
| 22. | «Poison Heart» | Dee Dee R. / D. Rey                          | 4:04     |  |
| 23. | «I Don't Want to Grow Up»                                                                                            | Tom Waits / Kathleen Brennan                 | 2:46     |  |
| 24. | «She Talks to Rainbows»                                                                                              | Joey R.                                      | 3:14     |  |
| 25. | «R.A.M.O.N.E.S.» (Bonus track de la versión japonesa de ¡Adiós Amigos! con C.J. Ramone en voz)                       | Lemmy / Würzel / Phil Campbell / Phil Taylor | 1:24     |  |

## Reedición
En 2001 (posiblemente a causa de la muerte de Joey Ramone), Hey! Ho! Let's Go The Anthology fue reeditado. Esta nueva versión no incluye el bootlek de ochenta páginas y altera el orden de la lista de canciones en el CD 1. "I'm Affected" y "I Can't Make it on Time" fueron quitadas y reemplazadas por "Baby I Love You" que fue el éxito más alto el los charts del Reino Unido.

## Créditos

### Ramones
- Joey Ramone – Voz líder
- Johnny Ramone – Guitarra líder
- Dee Dee Ramone – Bajo, coros en todas las canciones del CD 1, en el CD 2 del 1 al 20.
- C.J. Ramone – Bajo, coros en el CD 2 de los temas 21 a 25.
- Marky Ramone - Batería en el CD 1 de los temas 22 a 33, en el CD 2 del 1 a 5 y 18 a 25.
- Richie Ramone - Batería en el CD 2 de los temas 6 a 17.
- Tommy Ramone – Batería en el CD 1 de los temas 1 a 21.

### Músicos adicionales
- Barry Goldberg – órgano, piano
- Benmont Tench – teclados
- Steve Douglas – saxofón
- Graham Gouldman - coros
- Russell Mael - coros
- Ian Wilson – coros
- Rodney Bingenheimer - aplausos
- Harvey Robert Kubernick – aplausos

### Producción
- Jean Beavoir – Mezcla, productor original de grabación, productor.
- Don Berman, Ian Bryan, Ron Cote, John Dixon, DJ Walker Bruce, Gold Andy Hoffman, Don Hunerberg, Ray Janos, Tom Lester, Robbie Norris, Garris Shipon, Harry Spiridakis, Joe Warda – Asistentes técnicos.
- Keith Bessey, Robert Musso, Anders Oredson – Técnico de mezcla.
- Martin Bisi, Jorge Esteban, Harvey Goldberg, Judy Kirschner, Larry Levine, Boris Menart, Chris Nagle – Técnico.
- Joe Blaney, Jason Corsaro – Mezcla
- Tony Bongiovi, Ritchie Cordell, Graham Gouldman, Glen Kolotkin, Craig Leon, The Ramones, Phil Spector – productores Originales de grabación, productor.
- Sean Donahue – DJ
- Tommy Ramone – Productor asociado, ingeniero, productor original de grabación, productor.
- Danny Fields, David Fricke – Notas
- Oz Fritz, Glenn Rosenstein – Asistente de Mezcla.
- Bryce Goggin – Asistente técnico, técnico.
- Paul Hamingson – Técnico, Asistente de mezcla.
- Bill Inglot, Gary Stewart, Don Williams – Productores de compilación.
- Gary Kurfirst – Productor ejecutivo
- Bill Laswell, Dave Stewart – Productor
- Daniel Rey – Coordinador musical, productor original de grabación, productor.
- Donna Sekulidis – Productor de coordinación.
- Joel Soiffer – Remezcla
- Ed Stasium – Técnico, mezcla, director musical, productor original de grabación, productor.